# Guglielmo Micheli

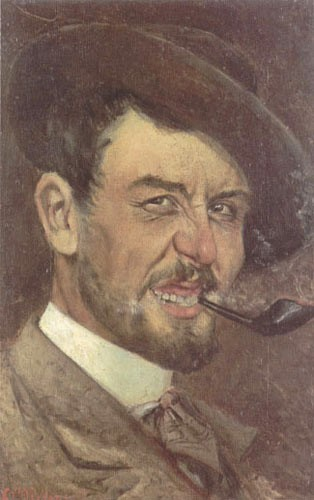
Selbstporträt von Guglielmo Micheli

Guglielmo Micheli (* 12. Oktober 1866 in Livorno; † 7. September 1926 ebenda) war ein italienischer Maler. Er war Schüler von Giovanni Fattori und ein Lehrer von Amedeo Modigliani. Durch den Einfluss Fattoris stand er in der Nachfolge der Macchiaioli.

## Leben und Werk
Micheli begann seine künstlerische Ausbildung bei dem Maler Natale Betti in Livorno.
Er gewann ein Stipendium einer Stiftung des Handelsunternehmers Michelangelo Bastogi, mit dem er nach Florenz gehen konnte und sich an der Accademia delle Arti del Disegno einschrieb. Er besuchte auch die Malklasse der Scuola libera di nudo von Giovanni Fattori, mit dem er sich anfreundet und dessen Lieblingsschüler er wurde. 
Von 1894 bis 1906 lebte Micheli in Livorno, wo sein Atelier eine Schule für viele Maler der Generation der Post-Macchiaioli wurde, unter ihnen Amedeo Modigliani, Llewelyn Lloyd, Manlio Martinelli, Gino Romiti, Oscar Ghiglia, Renato Natali und Giulio Cesare Vinzio.
Ab 1907 bis zum Ende seines Lebens unterrichtete Micheli an verschiedenen italienischen Kunstschulen: 1907 in Acqui Terme, dann in Iglesias, Cortona, Sassari, Caltanissetta, Bari, Pisa und schließlich in Arezzo. 
Michelis Frühphase war von den Macchiaioli, in der Motivwahl vor allem von Fattori beeinflusst (z. B. Landschaftsbilder mit Pferden und Rindern); später fand er zu einem eigenen Stil, wobei vor allem seine Meeres- und Hafenansichten Erfolg hatten. Er schuf neben Zeichnungen und Ölgemälden auch Aquarelle, Kupferstiche und Buchillustrationen.